# Sagan Setsen
Sagan Setsen (mongol : ᠰᠠᠭᠠᠨᠰᠡᠴᠡᠨ, VPMC : Saγan sečen, cyrillique : Саган сэцэн, MNS : Sagan Setsen), également traduit en allemand au XVIIIe par Chungtaidschi Ssanang Ssetsen, probablement de son nom en chinois, Sagan Taiji (chinois traditionnel : 薩甘臺吉 ; chinois simplifié : 萨甘台吉 ; pinyin : sàgān táijí), ou encore Saγan sečen qongtayiǰi ou Erke sečen qongtayiǰi, né en 1604 et décédé au XVIIe siècle est un écrivain mongol, notamment auteur en  1662 de « Erdeni-yin tobči » (résumé précieux), une chronique de l'histoire mongole jusqu'à la conquête mandchoue.
Il est le fils de Bat Khüngtaij, et le neveu Altan Khan.

## Œuvres
- (de + mn) Chungtaidschi Ssanang Ssetsen (trad. Isaak Jakob Schmidt), « texts - Geschichte der Ost-Mongolen und ihres Fürstenhauses », dans Geschichte der Ost-Mongolen und ihres Fürstenhauses, St. Petersburg, Gedruckt bei N. Gretsch, 1779-1847 (lire en ligne) (texte en mongol et sa traduction en allemand)